# 11337 Sandro
11337 Sandro (1996 PG1) là một tiểu hành tinh vành đai chính được phát hiện ngày 10 tháng 8 năm 1996 bởi M. Tombelli và G. Forti ở Montelupo.